# Ninja Slayer
Ninja Slayer (ニンジャスレイヤー, Ninjasureiyā) est une série de romans japonais prétendument créée par les Américains Bradley Bond et Philip "Ninj@" Morzez, et publiée depuis septembre 2012 par Enterbrain, avec ajout d'illustrations de Warainaku. Treize tomes sont commercialisés en avril 2015. Trois adaptations en mangas sont publiées à partir de 2013. Une adaptation en anime sous forme d'original net animation par le studio Trigger est diffusée entre avril et octobre 2015 sur Niconico au Japon et en simulcast sur Crunchyroll dans les pays francophones.

## Personnages
Ninja Slayer (ニンジャスレイヤー, Ninjasureiyā) / Kenji Fujikido (藤木戸 健二, Fujikido Kenji)
Voix japonaise : Toshiyuki Morikawa
Dark Ninja (ダークニンジャ, Dākuninja) / Fujio Katakura (フジオ・カタクラ)
Voix japonaise : Shō Hayami
Nancy Lee (ナンシー・リー, Nanshī Rī)
Voix japonaise : Chiwa Saitō
Yamoto Koki (ヤモト・コキ)
Voix japonaise : Sora Amamiya
Dragon Yukano (ドラゴン・ユカノ, Doragon Yukano)
Voix japonaise : Risa Taneda
Dragon Gendosoh (ドラゴン・ゲンドーソー, Doragon Gendōsō)
Voix japonaise : Yōsuke Akimoto
Laomoto Khan (ラオモト・カン, Raomoto Kan)
Voix japonaise : Masane Tsukayama
Clone Yakuza (クローンヤクザ, Kurōnyakuza)
Voix japonaise : Tesshō Genda

## Roman
Ninja Slayer est à l'origine publié sur Twitter par les traducteurs japonais Honda Yu et Sugi Leika, prétendant adapter une histoire des Américains Bradley Bond et Philip "Ninj@" Morzez. Du fait du gain de popularité, Enterbrain publie la série en volumes reliés à partir de septembre 2012. Selon certaines informations, il semblerait que Bradley Bond et Philip "Ninj@" Morzez n’existeraient pas, et qu'il s'agisse d'une fausse histoire inventée par l'éditeur japonais.

## Manga
Un premier manga intitulé Ninja Slayer: Machine of Vengeance (ニンジャスレイヤー ~マシン・オブ・ヴェンジェンス~, Ninjasureiyā: Mashin obu venjensu), créé par Yūki Yogo, est publié depuis 2013 dans le magazine Comp Ace de l'éditeur Kadokawa Shoten. Le premier volume relié est publié le 9 décembre 2013 et cinq tomes sont commercialisés au 10 juillet 2015. La version française est publiée par Kana à partir de septembre 2015.
Un deuxième manga intitulé Ninja Slayer: Glamorous Killers (ニンジャスレイヤー グラマラス・キラーズ, Ninjasureiyā: Guramarasu Kirāzu), créé par Ageha Saotome, est publié depuis 2013 dans le magazine shojo B's-Log Comic de l'éditeur Enterbrain. Le premier volume relié est publié le 28 décembre 2013 et deux tomes sont commercialisés au 1eroctobre 2014.
Un troisième manga intitulé Ninja Slayer Kills (ニンジャスレイヤー殺, Ninjasureiyā Satsu (Kiruzu)), créé par Kōtarō Sekine, est publié depuis janvier 2014 dans le magazine Suiyoubi no Sirius de l'éditeur Kodansha. Le premier volume relié est publié le 14 octobre 2014 et deux tomes sont commercialisés au 16 avril 2015.

## Anime
L'adaptation en anime est annoncée en avril 2014. Celle-ci est produite au sein du studio Trigger avec une réalisation de Akira Amemiya, un scénario de Akira Amemiya et Yu Sato et des compositions de Kenji Fujisawa et Hiroshi Motofuji. La série est diffusée sous forme d'original net animation à partir du 16 avril 2015 sur Niconico au Japon et en simulcast sur Crunchyroll, en partenariat avec Dybex, dans les pays francophones. La série comporte 26 épisodes d'environ 15 minutes.

### Liste des épisodes
| No | Titre de l’épisode en français              | Titre original de l’épisode | Date de 1re diffusion |
| -- | ------------------------------------------- | --- | --------------------- |
| 1  | Ninja Slayer                                | ボーン・イン・レッド・ブラック Bōn In Reddo Burakku | 16 avril 2015         |
| 2  | La contre-attaque de Sôkaiya                | マシン・オブ・ヴェンジェンス Mashin obu Venjensu | 23 avril 2015         |
| 3  | Last girl standing – 1re partie             | ラスト・ガール・スタンディング PART1 Rasuto Gāru Sutandingu Part 1 | 30 avril 2015         |
| 4  | Last girl standing – 2e partie              | ラスト・ガール・スタンディング PART2 Rasuto Gāru Sutandingu Part 2 | 7 mai 2015            |
| 5  | Rage Against Tofu                           | レイジ・アゲンスト・トーフ Reiji Agensuto Tōfu | 14 mai 2015           |
| 6  | Surprised Dojo                              | サプライズド・ドージョー Sapuraizudo Dōjō | 21 mai 2015           |
| 7  | Bane of Serpent / Zazen and Ninja           | べイン・オブ・サーペント Bein obu Sāpento | 28 mai 2015           |
| 8  | Apocalypse Inside Tainted Soul              | アポカリプス・インサイド・テインティッド・ソイル Apokaripusu Insaido Teintiddo Soiru | 4 juin 2015           |
| 9  | One Minute Before The Tanuki - 1re partie   | ワン・ミニット・ビフォア・ザ・タヌキ PART 1 Wan Minitto Bifoa za Tanuki Part 1 | 11 juin 2015          |
| 10 | One Minute Before The Tanuki - 2e partie    | ワン・ミニット・ビフォア・ザ・タヌキ PART 2 Wan Minitto Bifoa za Tanuki Part 2 | 18 juin 2015          |
| 11 | Menace of Dark Ninja                        | メナス・オブ・ダークニンジャ Menasu obu Dākuninja | 25 juin 2015          |
| 12 | Day of the Lobster                          | デイ・オブ・ザ・ロブスター コンスピーラシィ・アポン・ザ・ブロークン・ブレイド デイ・オブ・ザ・ロブスター2 Dei obu za Robusutā Konsupīrashī apon za Burōkun Bureido Dei obu za Robusutā 2 | 2 juillet 2015        |
| 13 | Swan Song Sung by a Faded Crow - 1re partie | スワン・ソング・サング・バイ・ア・フェイデッド・クロウ PART1 Suwan Songu Sangu bai a Feideddo Kurō Part 1                                                                                | 9 juillet 2015        |
| 14 | Swan Song Sung by a Faded Crow - 2e partie  | スワン・ソング・サング・バイ・ア・フェイデッド・クロウ PART2 Suwan Songu Sangu bai a Feideddo Kurō Part 2                                                                                | 16 juillet 2015       |
| 15 | Sushi Night at the Barricade                | スシ・ナイト・アット・ザ・バリケード Sushi Naito atto za Barikēdo | 23 juillet 2015       |
| 16 | At the Torisner's Ville                     | アット・ザ・トリーズナーズヴィル Atto za Torīzunāzuvīru | 30 juillet 2015       |
| 17 | Treasure Every Meeting                      | トレジャー・エヴリー・ミーティング Torejā Evurī Mītingu | 6 août 2015           |
| 18 | Ever Felt Cheated                           | エヴァー・フェルト・チーティド) Evā Feruto Chītido | 13 août 2015          |
| 19 | Stranger Stranger Than Fiction - 1re partie | ストレンジャー・ストレンジャー・ザン・フィクション PART1 Sutorenjā Sutorenjā Zan Fikushon Part 1                                                                                         | 20 août 2015          |
| 20 | Stranger Stranger Than Fiction - 2e partie  | ストレンジャー・ストレンジャー・ザン・フィクション PART2 Sutorenjā Sutorenjā Zan Fikushon Part 2                                                                                         | 27 août 2015          |
| 21 | Neo-Saitama in Flames - 1re partie          | ネオサイタマ・イン・フレイム PART1 ライク・ア・ブラッドアロー・ストレイト Neo Saitama in Fureimu Part 1 Raiku a Buraddoarō Sutoreito                                                     | 3 septembre 2015      |
| 22 | Neo-Saitama in Flames - 2e partie           | ネオサイタマ・イン・フレイム PART2 ダークニンジャ・リターンズ Neo Saitama in Fureimu Part 2 Dāku Ninja Ritānzu                                                                           | 10 septembre 2015     |
| 23 | Neo-Saitama in Flames - 3e partie           | ネオサイタマ・イン・フレイム PART3 アンド・ユー・ウィル・ノウ・ヒム・バイ・ザ・トレイル・オブ・ニンジャ Neo Saitama in Fureimu Part 3 Ando Yū Wiru Nō Himu bai za Toreiru obu Ninja      | 17 septembre 2015     |
| 24 | Neo-Saitama in Flames - 4e partie           | ネオサイタマ・イン・フレイム PART4 ダークダスク・ダーカードーン PART1 Neo Saitama in Fureimu Part 4 Dāku Dasuku Dākā Dōn Part 1                                                          | 24 septembre 2015     |
| 25 | Morceaux choisis                            | ニンジャスレイヤー 傑作選 Ninja Sureiyā kessaku-sen | 1er octobre 2015      |
| 26 | Neo-Saitama in Flames - 5e partie           | ネオサイタマ・イン・フレイム PART4 ダークダスク・ダーカードーン PART2 Neo Saitama in Fureimu Part 4 Dāku Dasuku Dākā Dōn Part 2                                                          | 8 octobre 2015        |